# АЕК (футбольный клуб, Афины)
АЕК (греч. ПАЕ Αθλητική Ένωσις Κωνσταντινουπόλεως) — греческий профессиональный футбольный клуб из города Афины, выступающий в Греческой суперлиге. Название клуба представляет собой аббревиатуру, которая в переводе с греческого обозначает «Атлетический союз Константинополя». Образован 13 апреля 1924 года. Домашним стадионом клуба является «Айя-София», вмещающий 32 500 зрителей. Присутствие Константинополя в названии клуба объясняется тем фактом, что АЕК был основан греческими беженцами из Малой Азии, изгнанными из Турции после поражения Греции в греко-турецкой войне (1919—1922).
Несмотря на неурядицы и финансовые трудности последнего десятилетия, в результате которых клуб в начале 2004 года едва не был расформирован, АЕК является одним из флагманов греческого футбола: клуб 12 раз становился чемпионом Греции, 15 раз завоёвывал Кубок страны.
На европейской арене наилучшим выступлением в истории клуба остаётся выход в полуфинал Кубка УЕФА сезона 1976/77. В групповом этапе Лиги чемпионов АЕК участвовал 4 раза: в сезонах 1994/95 (0 побед, 2 ничьих, 4 поражения, разница мячей 3−9, 2 очка, 4-е место в группе), 2002/03 (0, 6, 0, 7−7, 6 очков, 3-е место), 2003/04 (0, 2, 4, 1−11, 2 очка, 4-е место), 2006/07 (2, 2, 2, 6−9, 8 очков, 3-е место), ни разу не сумев пробиться в следующий этап Лиги чемпионов. Кроме того, команда один раз дошла до четвертьфинала Кубка чемпионов — в сезоне 1968/69 — и два года подряд до стадии 1/4 Кубка обладателей кубков: в 1996/97 и 1997/98 (АЕК был выбит московским «Локомотивом», пропустив решающий гол на последних секундах).

## История
13 апреля 1924 года группа греческих беженцев из Константинополя (среди которых были спортсмены из клубов Пери и Константинополя) встретилась в спортивном магазине «Эмилиос и Менелаос», на улице Веранзеру, в самом центре Афин, и решила основать клуб АЕК (Атлетический Союз Константинополя).
Учредители АЕКа создали клуб с целью обеспечить спортивное и культурное развитие беженцам, преимущественно из Константинополя и Малой Азии, поселившихся в новых пригородах Афин (Неа-Филаделфия, Неа-Иония, Неа-Халкидон, Неа-Смирни). Первый матч клуб провёл против местного «Аякса» и победил со счётом 2:0.
Сначала АЕК не имел своего собственного стадиона, поэтому матчи проводил на разных полях Афин, включая стадионы «Храма Зевса Олимпийского» и «Леофорос Александрас».
Выдающиеся игроки
Первый президент АЕКа Константинос Спанудис (1871—1941), журналист и друг тогдашнего премьер-министра Греции Элефтериоса Венизелоса, попросил правительство выделить землю под строительство нового футбольного стадиона. В 1926 году участок земли в пригороде Неа-Филаделфия, предназначенный для строительства домов для беженцев, был подарен клубу. Сначала АЕК использовал новый стадион как тренировочную площадку неофициально, и только в 1930 году он стал собственностью клуба. Впоследствии Венизелос принял решение сделать главной домашней ареной для АЕКа стадион «Никос-Гумас». Первый домашний матч на новом стадионе АЕК провёл в ноябре 1930 года — товарищеская встреча против «Олимпиакоса» завершилась вничью 2:2.
В 1931 году АЕК завоевал свой первый Кубок Греции, победив в финале «Арис» со счётом 5:3. Звёздами и лидерами АЕКа того времени были такие игроки, как Костас Негрепонтис (ветеран клуба Пери), Клеантис Маропулос, Трифон Дзанетис, Михалис Далавиньяс, Йоргос Магирас и Спирос Склавунос. В 1930-е годы клуб входил в лидирующую группу чемпионата и завоевал наконец свой первый чемпионский титул в сезоне 1938/39. В этом же сезоне АЕК выиграл очередной Кубок Греции, сделав тем самым свой первый дубль. В следующем сезоне 1939/40 АЕК во второй раз стал чемпионом страны.
АЕК завоевывал Кубок Греции в 1949, 1950 и 1956 годах. В сезоне 1962-63 АЕК выиграл свой третий чемпионский титул, в основном благодаря усилиям нападающего Костаса Несторидиса, который 5 раз подряд завоевывал звание лучшего бомбардира Альфа этники. В 1964 и 1966 АЕК вновь завоевал Кубок Греции, а в 1968 выиграл чемпионат и стал первым футбольным клубом Греции, которому удалось дойти до четвертьфинала Кубка европейских чемпионов в 1969 году.
В дополнение АЕК стал чемпионом и в 1971 году (второй раз за последние четыре года). В 1974 президентом стал Лукас Барлос, назначивший чешско-нидерландского специалиста Франтишека Фардхонка главным тренером, который сумел собрать лучшую команду в истории. Во времена управления Барлоса за АЕК играла одна из лучших плеяд греческих футболистов.
В сезоне 1976-77 году, под управлением лидера и капитана Мимиса Папаиоанну, клуб дошёл до полуфинала Кубка УЕФА, и стал первым греческим клубом, которому это удалось. Обыграв на своём пути такие команды, как «Дерби Каунти» 2:0—3:2, «Црвена Звезда» 2:0—1:3 и «Куинз Парк Рейнджерс» 3:0 и 7:6 по пенальти, АЕК дошёл до полуфинала, где уступил туринскому «Ювентусу», который пробившись в финал, завоевал свой первый европейский трофей.
В 1978 году АЕК сделал дубль: выиграл Альфа Этники и завоевал Кубок Греции. В 1979 году АЕК второй раз подряд выиграл национальное первенство. В том же году закончилось строительство стадиона «Никос Гумас», была пристроена крытая трибуна Скепасти (греч. Σκεπαστή), которая позже стала основной трибуной для группы болельщиков АЕКа, известной как Original 21. Именно в этот период спортивная академия АЕКа воспитала новую плеяду звёзд, среди которых Стелиос Манолас, Спирос Икономопулос, Вангелис Влахос и Лисандрос Георгамлис.
С новым президентом Михалисом Аркадисом и австрийским тренером Гельмутом Сенековичем АЕК завоевал Кубок Греции в 1983 году, обыграв в финале на новом Олимпийском стадионе в Афинах ПАОК со счётом 2:0. Голы в том матче забили Томас Маврос и 21-летний капитан Вангелис Влахос.
В 1989 году АЕК выиграл Альфа этники и Суперкубок Греции.
После триумфа в предыдущем сезоне команда под управлением Душана Баевича вышла в безоговорочные лидеры греческого футбола 1990-х годов, выиграв трижды подряд национальный чемпионат (1992, 1993, 1994). Также клуб завоевал Кубок Греции в сезоне 1989-90 (победив в финале «Олимпиакос» 3:2) и Кубок Средиземноморских игр 1991 (в финале обыграв ОФИ 1:0). Среди значимых игроков этого периода стоит выделить Стелиоса Маноласа, Тони Савевски, Даниэла Батишту, Вайоса Караянниса, Василиса Димитриадису, Йоргоса Саввидиса, Алекоса Александриса и Рефика Шабанаджовича.
В сезоне 1994-95 АЕК стал первым греческим клубом, который принял участие в групповом раунде розыгрыша Лиги чемпионов. Обыграв в квалификационном раунде чемпиона Шотландии «Рейнджерс», АЕК попал в группу D, в которой также соревновались «Аякс», «Милан» и «Аустрия» (Зальцбург). АЕК проиграл 4 матча и в двух сыграл вничью, заняв последнее место в группе. С президентом Михалисом Троханасом и тренером Душаном Баевичем клуб выиграл Кубок Греции в сезонах 1995-96 и 1996-97, а также Суперкубок в 1996 году. В течение сезонов 1996-97 и 1997-98 АЕК дважды подряд выходил в четвертьфинал Кубка обладателей кубков. Клуб завоевал Кубок Греции в сезонах 1999-00 и 2001-02 (в четвёртый раз подряд за последние 7 лет).
27 сентября 2010 Душан Баевич покинул пост главного тренера клуба после проигрыша новичку Суперлиги «Олимпиакос» (Волос) со счётом 1:3. 7 октября главным тренером команды был назначен Маноло Хименес, который до этого тренировал Севилью. В сезоне 2010/11 АЕК стал обладателем Кубка Греции по футболу.
В сезоне 2012/13 в клубе начался игровой и экономический кризис, следствием чего сначала стал вылет АЕКа из Суперлиги Греции впервые в истории команды, а затем и понижения до третьего дивизиона, так как играть во втором АЕК отказался по финансовым причинам.
Правда, в низших дивизионах клуб не стал задерживаться и вернулся в элиту греческого футбола уже два сезона спустя. После выхода в высший дивизион клуб вернулся на прежние позиции: в сезоне 2015/16 завоевал «бронзу», в 2016/17 занял четвёртое место.
Сезон 2017/18 стал для клуба наиболее успешным за два десятилетия — впервые с 1994 года АЕК стал чемпионом Греции, обойдя в итоговой таблице ПАОК на шесть очков. Команду к чемпионству привёл вернувшийся на должность главного тренера Маноло Хименес. Клуб также получил право участвовать в квалификации Лиги чемпионов, где поочередно одолел шотландский «Селтик» и венгерский «Види». Однако в группе Е основного этапа соревнования команда из Афин заняла последнее, четвёртое место, проиграв все шесть матчей своим соперникам: «Баварии», «Бенфике» и будущему полуфиналисту «Аяксу».
Следующий сезон 2018/19 клуб закончил с бронзовыми медалями, а в Кубке страны добрался до финала, где уступил ПАОКу со счётом 0:1.
Первая половина сезона 2019/20 ознаменовалась неоднократной сменой главного тренера, в результате чего пост занял итальянский специалист Массимо Каррера, раннее тренировавший московский «Спартак». В итоге клуб завершил сезон на третьем месте, пропустив ПАОК на второе лишь в самом конце чемпионата, после того, как клуб из Салоник выиграл апелляцию и ему были начислены семь ранее отнятых очков. Статистика работы итальянского специалиста во главе команды в первом сезоне позитивная: под руководством Карреры клуб провёл 30 матчей, из которых в 17 победил, 10 сыграл в ничью и 3 проиграл.
19 сентября 2024 года клуб объявил о подписании трёхлетнего контракта с бывшим игроком «Манчестер Юнайтед» Антони Марсьялем. Это самый дорогой игрок, когда-либо приобретавшийся клубом, его стоимость оценивается в 10 миллионов евро.

## Эмблема

Эмблема династии Палеологов и Византийской империи

Флаг Элладской православной церкви.

В 1924 году была принята официальная эмблема АЕКа с изображением двуглавого орла (греч. Δικέφαλος Αετός — Дикефалос Аэтос). Когда АЕК был основан греческими беженцами из Константинополя после Греко-турецкой войны 1919—1922 и Греко-турецкого обмена населением 1923, эмблема и цвета (жёлтый и чёрный) были выбраны как напоминание об оставленной родине, они олицетворяют историческую связь клуба с Константинополем.
Главная эмблема АЕК претерпела большое количество небольших изменений с 1924 по 1989 годы. Дизайн орла на футболке всегда отличался от дизайна орла, изображенного на официальных письмах клуба, всевозможных клубных товарах и рекламных материалах. Однако все варианты считались «официальными» вплоть до 1989 года, когда была принята официальная эмблема, защищенная авторским правом. На этой эмблеме изображен двуглавый орёл, который держит в когтях по одному мечу, а между главами которого — корона и надпись АЕК. Однако с такой эмблемой клуб выступал лишь до 1993 года, после чего была принята новая эмблема. На современной эмблеме изображен двуглавый орёл с короной на каждой голове, а также меч, который орёл держит в правой лапе и надпись — А. Е. К.

## Цвета клуба
Клубные цвета жёлтый и чёрный были приняты из-за того, что АЕК связан с Константинополем и Византийской империей.
Игроки АЕКа всегда играли в основном в футболках жёлтого цвета (полосатых или однотонных), черных трусах и в желтых или черных гетрах. Единственным исключением была необычная, но выдающаяся форма клуба в 1990-х годах, произведенная фирмой Kappa (на которой вдоль всей футболки был изображен двуглавый орёл), или в последние годы, особенно для матчей еврокубковых турниров, когда футболисты АЕКа надевают желтые футболки, трусы и гетры.

Традиционная выездная форма АЕКа полностью чёрного или белого цвета; лишь несколько раз клуб играл в светло-голубой, серой и темно-карминовой форме как третьей запасной. В Греции нет ни домашней, ни выездной формы как таковой. Команды всегда выступают в своей основной форме, в том случае, если форма другой команды отличается. В случае, когда цвета другой команды идентичны или похожи, домашняя команда, как правило, надевает свою альтернативную форму; дома АЕК всегда выступает в альтернативной третьей форме, в случае, если футболисты команды-соперницы одеты в жёлтую форму.
Современную форму АЕКа производит компания Puma, с которой подписан контракт до 2011 года. Предыдущими производителями формы были Diadora, Kappa, Nike и Adidas. Первым спонсором клуба был Citizen (1984-85), затем были Ethniki Asfalistiki и Phoenix Asfaleies (1988-96), Geniki Bank (1996-98), Firestone (1999), Marfin (1999—2001), Alpha Digital (2001-02), Piraeus Bank (2002-04) (что обусловило споры и дискуссии, потому что банк находится в Пирее, который представлен главным соперником АЕКа «Олимпиакосом»), и TIM (2004-06). Текущий спонсор АЕКа — южнокорейская корпорация LG Group.

## Болельщики
Самым значимым объединением активных болельщиков команды считается ультрас-группа «Original 21», основанная в 1982 году.
Большая часть ультрас АЕК придерживается левых политических взглядов. Именно идеологической ориентацией продиктованы дружеские отношения с ультрас французского «Марселя», итальянского «Ливорно» и немецкого «Санкт-Паули».
Враждебные отношения у фанатов столичной команды — с болельщиками «Панатинаикоса» (Афинское дерби) и особенно с фанатами «Олимпиакоса» (Противостояние футбольных клубов АЕК и «Олимпиакос»). И без того непростые взаимоотношения с соседями из Пирея усугубились после перехода известного игрока, а затем и тренера афинской команды Душана Баевича в стан «Олимпиакоса». Ещё одним поводом к обострению противостояния стала развязка сезона 2007/08, когда «Олимпиакос» завоевал чемпионство, обойдя АЕК на два очка, после пересмотра результата матча команды из Пирея против «Аполлона» из Каламарьи. Также есть противостояние с ПАОКом из Салоник (Дерби двухглавых орлов).

## Достижения

### Национальные
Чемпионат Греции
- Чемпион (13): 1939, 1940, 1963, 1968, 1971, 1978, 1979, 1989, 1992, 1993, 1994, 2018, 2023

Кубок Греции
- Победитель (16): 1932, 1939, 1949, 1950, 1956, 1964, 1966, 1978, 1983, 1996, 1997, 2000, 2002, 2011, 2016, 2023

Кубок Лиги
- Победитель: 1990

Суперкубок Греции
- Победитель (2): 1989, 1996

### Еврокубки
- Лига чемпионов УЕФА:
  - Четвертьфиналист: 1968/1969
- Кубок УЕФА:
  - Полуфиналист: 1976/77
- Кубок обладателей кубков УЕФА:
  - Четвертьфиналист (2): 1996/1997, 1997/1998
- Балканский кубок:
  - Финалист: 1966/1967

## Стадион

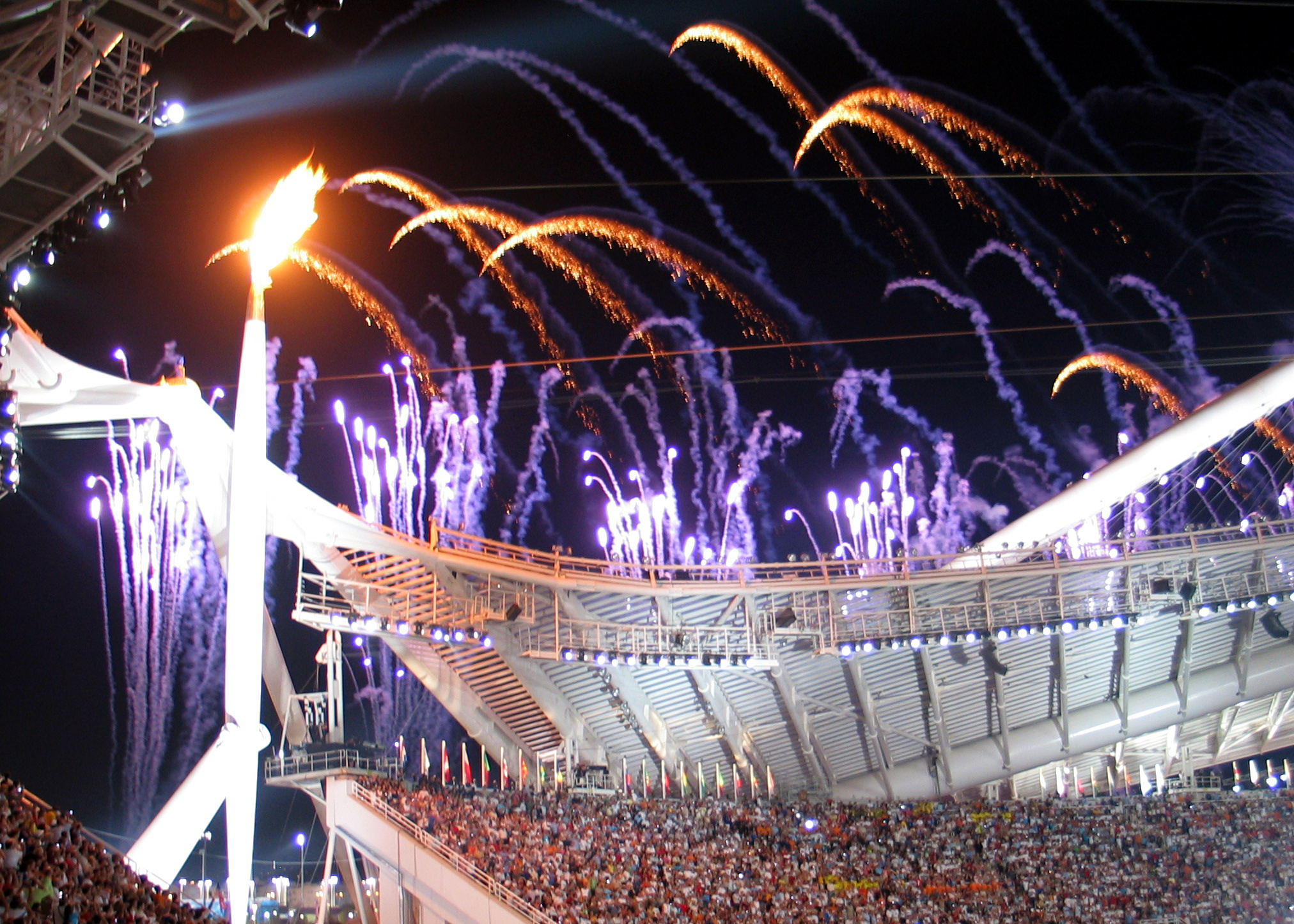
Олимпийский огонь на церемонии открытия летних Олимпийских игр 2004, Афинский олимпийский спортивный комплекс

С 2003 года, когда домашняя арена АЕКа с 1930-х годов «Никос Гумас» была демонтирована, клуб проводит домашние матчи на стадионе «Спиридон Луис» (также известный как Олимпийский стадион) в Афинах, который вмещает 69 618 зрителей. Афинский олимпийский спортивный комплекс, или OAKA — один из крупнейших спортивных комплексов в Европе. Основной Олимпийский стадион был построен в 1979 году и торжественно открыт для проведения 13-го чемпионата Европы по лёгкой атлетике в 1982 году. В последующие годы к главному стадиону были пристроены и другие спортивные сооружения: Олимпийский велодром (открыт в 1991 году). Олимпийский крытый зал (1995), Олимпийский теннисный центр (2004), а также другие спортивные объекты. В Афинском олимпийском спортивном комплексе проводились Средиземноморские игры 1991, чемпионат мира по лёгкой атлетике 1997 г., чемпионат мира по баскетболу 1998, Конкурс Евровидение 2006 и финал баскетбольной Евролиги 2007 года, а также другие спортивные состязания и культурные мероприятия.
6 сентября 2007 был подписан договор о сотрудничестве между министром финансов и экономики Греции Йоргосом Алогоскуфисом и президентом АЕКа Демисом Николаидисом, в котором обсуждались детали относительно проекта строительства нового стадиона в Ано-Лиосии. Греческое правительство пообещало предоставить землю и инфраструктуру, в то время как клуб должен финансировать строительство самостоятельно. По условиям договора стадион должен был вмещать около 50 000 зрителей и иметь 5-звёздочный рейтинг, однако данные о характеристиках, правах на стадион и названии будут известны позже.
Из-за того, что местные власти слишком долго согласовывали некоторые предложения, касающиеся дорожной системы стадиона, строительство сильно затянулось. Лишь в 2017 году началось строительство нового стадиона Айя-София, строительство которого было завершено в 2022 году. Стадион вмещает около 32 500 болельщиков и имеет уникальную подземную дорожную систему, по которой команды попадают на поле.
Церемония открытия стадиона состоялась 30 сентября 2022 года. 3 октября 2022 года на стадионе прошёл первый матч, в котором «АЕК» обыграл «Ионикос» со счётом 4:1.
На территории стадиона также были открыты два музея: Музей истории АЕК и Музей греческих беженцев.

## Состав
| №  |                         | Поз. | Имя                | Год рождения |
| -- | ----------------------- | ---- | ------------------ | ------------ |
| 1  | Флаг Албании            | Вр   | Томас Стракоша     | 1995         |
| 2  | Флаг Камеруна           | Защ  | Ароль Мукуди       | 1997         |
| 3  | Флаг Греции             | Защ  | Ставрос Пилиос     | 2000         |
| 4  | Флаг Польши             | ПЗ   | Дамиан Шиманьский  | 1995         |
| 5  | Флаг Марокко            | ПЗ   | Нордин Амрабат     | 1987         |
| 6  | Флаг Дании              | ПЗ   | Йенс Йонссон       | 1993         |
| 7  | Флаг Тринидада и Тобаго | Нап  | Ливай Гарсия       | 1997         |
| 8  | Флаг Сербии             | ПЗ   | Мият Гачинович     | 1995         |
| 9  | Флаг Аргентины          | ПЗ   | Эрик Ламела        | 1992         |
| 10 | Флаг Швейцарии          | ПЗ   | Стивен Цубер       | 1991         |
| 11 | Флаг Мавритании         | ПЗ   | Абубакари Койта    | 1998         |
| 12 | Флаг Греции             | Защ  | Лазарос Рота       | 1997         |
| 13 | Флаг Мексики            | ПЗ   | Орбелин Пинеда     | 1996         |
| 16 | Флаг Греции             | ПЗ   | Сотирис Цилулис    | 1995         |
| 18 | Флаг Перу               | Защ  | Александер Кальенс | 1992         |
| 19 | Флаг Швеции             | ПЗ   | Никлас Элиассон    | 1995         |

| №  |                           | Поз. | Имя                      | Год рождения |
| -- | ------------------------- | ---- | ------------------------ | ------------ |
| 20 | Флаг Греции               | ПЗ   | Петрос Манталос          | 1991         |
| 21 | Флаг Хорватии             | Защ  | Домагой Вида             | 1989         |
| 22 | Флаг Испании              | ПЗ   | Паоло Фернандес          | 1998         |
| 23 | Флаг Хорватии             | ПЗ   | Роберт Любичич           | 1999         |
| 24 | Флаг Греции               | Защ  | Герасимос Митоглу        | 1999         |
| 25 | Флаг Греции               | ПЗ   | Константинос Галанопулос | 1997         |
| 27 | Флаг Боснии и Герцеговины | Защ  | Ведад Радонья            | 2001         |
| 28 | Флаг Ирана                | Нап  | Эхсан Хаджсафи           | 1990         |
| 29 | Флаг Англии               | Защ  | Мозес Одубаджо           | 1993         |
| 30 | Флаг Греции               | Вр   | Йоргос Атанасиадис       | 1993         |
| 37 | Флаг Аргентины            | ПЗ   | Роберто Перейра          | 1991         |
| 55 | Флаг Греции               | Защ  | Константинос Крисопулос  | 2003         |
| 70 | Флаг Мексики              | ПЗ   | Родольфо Писарро         | 1994         |
| 90 | Флаг Анголы               | Нап  | Зини                     | 2002         |
| 91 | Флаг Италии               | Вр   | Альберто Бриньоли        | 1991         |
| 99 | Флаг Греции               | Вр   | Йоргос Теохарис          | 2002         |